# Канон десяти аттичних ораторів
Кано́н десяти́ атти́чних ора́торів — список найвидатніших давньогрецьких ораторів V — початку III століть до н. е., складений в Античності.

## Історія складання
Давньогрецькі вчені епохи еллінізму виділяли найкращих письменників в тому чи іншому жанрі і складали канони ліриків, епіків, істориків тощо. Александрійські вчені III—II століть до н. е. Аристофан Візантійський і Аристарх Самофракійський виділили і десять кращих ораторів Давньої Греції. Оскільки головним центром давньогрецького красномовства були Афіни, цей список прийнято називати каноном десяти аттичних (або афінських) ораторів. З числа десяти ораторів двоє — Лісій і Дінарх — були не афінськими громадянами, а метеками (іноземцями, які постійно проживали в Афінах). До нашого часу дійшли промови та листи всіх десяти ораторів канону, однак промови Гіперіда — тільки в уривках.
За іншою версією, канон склали пергамські вчені в II столітті до н. е., а остаточно його «затвердив» значно пізніше, вже в римську епоху Цецилій Калактійський. Про останнього відомо, що він написав твір «Про стилі десяти ораторів», нині втрачений. Біографіям аттичних майстрів красномовства присвячено кілька праць античних письменників: «Життєписи десяти ораторів» (дав.-гр. Βίοι των δέκα ρητόρων), приписувані помилково Плутарху, біографія Демосфена у складі «Порівняльних життєписів» Плутарха, а також «Про аттичних ораторів» (дав.-гр. Περὶ τῶν Ἀττικῶν ῥητόρων) Діонісія Галікарнаського — у цього автора список містить тільки шість імен.

## Список ораторів
| Портрет | Ім'я українською мовою | Ім'я давньогрецькою мовою | Роки життя                   | Примітка                                                                                |
| ------- | ---------------------- | ------------------------- | ---------------------------- | --------------------------------------------------------------------------------------- |
|         | Антіфонт               | Ἀντιφῶν                   | 479-409 до н. е.             | Дядько Андокіда. Можливо, дві різні особистості: Антифон Афінський і Антифон з Рамнунта |
|         | Андокід                | Ἀνδοκίδης                 | бл. 440 — після 391 до н. е. | Племінник Антифона Афінського                                                           |
|         | Лісій                  | Λυσίας                    | бл. 445—380 до н. е.         | Метек                                                                                   |
|         | Ісократ                | Ἰσοκράτης                 | 436-338 до н. е.             |                                                                                         |
|         | Ісей                   | Ἰσαῖος                    | бл. 420 — бл. 350 до н. е.   | Вчитель Демосфена                                                                       |
|         | Есхін                  | Αἰσχίνης                  | 389-314 до н. е.             |                                                                                         |
|         | Лікург Атенський       | Λυκοῦργος                 | 396-323 або 390—324 до н. е. |                                                                                         |
|         | Демосфен               | Δημοσθένης                | 384-322 до н. е.             | Учень Ісея. Вчинив самогубство                                                          |
|         | Гіперід                | Ὑπερείδης                 | 390/389/388—322 до н. е.     | Убитий за наказом Антипатра                                                             |
|         | Дінарх                 | Δείναρχος                 | бл. 360 — бл. 290 до н. е.   | Метек. Логограф, сам з промовами практично не виступав                                  |

### Первинні джерела
- Андокид. Речи, или История святотатцев / Пер. и комм. Э. Д. Фролова. — СПб. : Алетейя, 1996. — 256 с. — (Античная библиотека) — 2000 прим. — ISBN 5-85233-003-26. Архівовано з джерела 6 лютого 2021
- Антифонт. Речи / Вступ. ст., пер. и комм. И. Е. Сурикова // Вестник древней истории : журнал. — 2015. — № 1—3 (292—294) (24 березня). — С. 228—253, 243—268, 250—261. — ISSN 0321-0391. Архівовано з джерела 21 квітня 2021. Процитовано 7 лютого 2021.
- Демосфен. Речи: В 3 т / Отв. ред. Е. С. Голубцова, Л. П. Маринович, Э. Д. Фролов. — М. : Памятники исторической мысли, 1994—1996. — Т. I—III. — 608; 544; 624 с. — 20000 прим. — ISBN 5-88451-005-5. Архівовано з джерела 16 січня 2021
- Исей. Речи / Пер. Г. А. Тарояна // Вестник древней истории : журнал. — 2013. — № 1—4 (284—287) (24 березня). — С. 234—251, 230—251, 240—269, 216—247. — ISSN 0321-0391. Архівовано з джерела 14 лютого 2021. Процитовано 7 лютого 2021.
- Исократ. Малые аттические ораторы [Гиперид, Ликург, Динарх, Эсхин]. Речи. Письма / Под ред. Э. Д. Фролова. — М. : Ладомир, 2013. — 1072 с. — 2000 прим. — ISBN 978-5-86218-213-2.
- Лисий. Речи / Пер., статья и комм. С. И. Соболевского; предисл. Л. П. Маринович, Г. А. Кошеленко. — М. : Ладомир, 1994. — 388 с. — (Античная классика) — 10000 прим. — ISBN 5-86218-124-5. Архівовано з джерела 26 жовтня 2020

### Вторинні джерела
- История греческой литературы / Под ред. С. И. Соболевского, М. Е. Грабарь-Пассек, Ф. А. Петровского. — М. : Издательство Академии наук СССР, 1955. — Т. II: История. Философия. Ораторское искусство классического периода. Архівовано з джерела 19 лютого 2020
- Андреев В. Н. Демосфен о «банке» Пасиона: Интерпретация // Вестник древней истории : журнал. — 1979. — № 1 (147) (24 березня). — С. 134—139. — ISSN 0321-0391. Архівовано з джерела 10 травня 2019. Процитовано 7 лютого 2021.
- Вальченко В. В. К проблеме подлинности демосфеновских писем // Вестник древней истории : журнал. — 1981. — № 2 (156) (24 березня). — С. 229—249. — ISSN 0321-0391.
- Гиро, Поль. Политический деятель IV века Гиперид // Частная и общественная жизнь греков / Пер. с фр. Н. И. Лихаревой. — СПб. : Издание т-ва О. Н. Поповой, 1915. Архівовано з джерела 8 червня 2020
- Исаева В. И.  — М. : Наука; Издательская фирма «Восточная литература», 1994. — 255 с. — 1700 прим. — ISBN 5-02-017391-6. Архівовано з джерела 1 грудня 2020
- Казакевич Э. Л. Рабы как форма богатства в Афинах IV в. до н. э. (по данным речей Демосфена) // Вестник древней истории : журнал. — 1958. — № 2 (64) (24 березня). — С. 90—113. — ISSN 0321-0391.
- Маринович Л. П. Место наёмников в общественно-политических взглядах Исократа // Вестник древней истории : журнал. — 1965. — № 3 (93) (24 березня). — С. 22—34. — ISSN 0321-0391.
- Маринович Л. П. Мидий и его друзья, или Демосфен против плутократов // Вестник древней истории : журнал. — 1998. — № 2 (225) (24 березня). — С. 19—31. — ISSN 0321-0391. Архівовано з джерела 22 березня 2022. Процитовано 7 лютого 2021.
- Моссе К. Демосфен как тип афинского политика // Вестник древней истории : журнал. — 1996. — № 2 (217) (24 березня). — С. 20—25. — ISSN 0321-0391.
- Россиус А. А. Полемика Исократа с Академией Платона // Вестник древней истории : журнал. — 1987. — № 2 (181) (24 березня). — С. 93—102. — ISSN 0321-0391.